# Уотсон, Томас Огастес
Томас Огастес Уотсон (англ. Thomas Augustus Watson; 18 января 1854 — 13 декабря 1934) — американский инженер и предприниматель, более всего известный как ассистент Александра Грэма Белла.

## Биография

### Ранние годы
Томас родился 18 января 1854 года в городе Сэйлем в штате Массачусетс, в семье конюха. Оставил школу в 14 лет и устроился на работу в торговую лавку. В 16 лет прошел курс бухгалтерского учёта в Бостонском коммерческом колледже, но не добился большого успеха в коммерции. Уотсон работал бухгалтером и плотником, но эти занятия пришлись ему не по душе. Перепробовав разные ремесла, Томас устроился в мастерскую Чарльза Вильямса (Charles Williams) в Бостоне, и начал работать с 1 июля 1872 года. В этой мастерской конструировали устройства для экспериментов Мозеса Фармера, и даже изобретатель телефона Александр Белл заказывал там оборудование для своих опытов.

### Знакомство с Александром Беллом
В 1874 году он стал изготавливать устройства для опытов Александра Белла с мультиплексным телеграфом. Зачастую эти опыты проходили на чердаке мастерской Вильямса. У Александра Белла никак не получалось создать мультиплексный телеграф, но 2 июня 1875 года опыты дали неожиданный результат — удалось передать звуки по проводам. Впоследствии у мастерской была установлена памятная табличка, которая отметила эту дату, 2 июня 1875 года, как день рождения телефона. После этого все усилия Томаса Уотсона и Александра Белла были направлены на создание телефона, что не нравилось спонсорам Белла, Гардинеру Хаббарду и Томасу Сандерсу. Первый телефонный звонок был совершён 10 марта 1876 года. По легенде, во время испытания телефона, Александр Белл пролил кислоту из Вольтова столба и крикнул: «Мистер Уотсон, идите сюда, я хочу вас видеть», — и Уотсон явился к нему, сообщив, что услышал и ясно разобрал его слова.

### Работа над конструкцией телефона
На выставке в Филадельфии летом 1876 года Александр Белл изумил всех демонстрацией телефона, и своего знакомого, бразильского императора Педру II, и великого английского физика Уильяма Томпсона, лорда Кельвина. Затем Белл стал демонстрировать это устройство как гастролирующий артист, и люди платили по 50 центов, а то и по доллару, чтобы увидеть и услышать разговор по телефону.
Но над этой конструкцией нужно было ещё работать и работать. Поэтому будущий тесть Александра Белла, мистер Хаббард, пригласил Томаса на постоянную работу. Согласно контракту, он должен был работать над совершенствованием «гармонического телеграфа» и «переговорного телефона» за одну десятую долю всех доходов от изобретений Александра Белла и за ту же оплату, что он получал в мастерской Вильямса.
Нужно было создать серийную модель, пригодную для постоянного использования, а не прототип устройства для одноразового показа публике. Во время работы над идеальной формой диафрагмы Александр Белл позаимствовал человеческое ухо от мертвого пациента у доктора Кларенса Блейка (aurist Clarence Blake). Телефон, сделанный из частей человеческого уха, тоже работал, но металлические диафрагмы все же были лучше. А ещё нужно было подобрать подходящие магниты, подходящие провода для обмотки и много чего ещё.
В ноябре 1876 года удалось поговорить по телефону между Бостоном и Сэйлемом, на расстоянии примерно 15 миль (~ 25 км). 3 декабря 1876 года Восточная Железная Дорога (Eastern Railroad) предоставила свои телеграфные провода для испытания телефонов на длинной дистанции. В тот день прошел телефонный разговор между Бостоном и Северным Конвеем (North Conway) на расстоянии примерно 140 миль (~ 225 км). Хоть качество было далеко не лучшим, некоторые слова приходилось повторять по несколько раз, связь была установлена и сигналы переданы. Было проделано множество опытов, но первая коммерческая телефонная линия была проложена между мастерской мистера Вильямса и его домом в Сомервиле (Somerville), длина её была примерно 3 мили (~ 4,5 км).
В первых телефонах для звонка просто кричали в трубку или стучали по мембране каким-нибудь предметом. Томас сконструировал специальный механизм, который постукивал молотком по мембране, стоило вызывающему абоненту нажать кнопку. Затем сконструировал специальный зуммер, который передавал на принимающий аппарат жуткий скрежет.
Но в ходе опытов Томас пришел к поляризованному звонку, который приводился в действие при помощи ручного генератора. Томас запатентовал несколько таких устройств. Звонки конструкции Ватсона, с небольшими изменениями и доработками, служили в телефонии ещё примерно 60 лет. Отдельной задачей было переключение контакта с вызова на разговор. В ранних конструкциях телефона для этого служили отдельные кнопки или переключатели, но, разумеется, пользователи часто забывали это делать. Томас сконструировал рычажный переключатель, который переводил устройство с вызова на разговор при поднятии телефонной трубки. Но он был не единственный, кому пришла в голову эта идея. Заявку на патент подал ещё и Гилборн Рузвельт (Hilborne Lewis Roosevelt), конструктор музыкальных орга́нов. В ходе судебных разбирательств было решено, что он подал заявку на изобретение на полчаса раньше Ватсона. Правда, потом Гилборн поделился доходами со своих зарубежных патентов.
Проработав у Белла до 1881 года и получив значительное вознаграждение в виде отчислений за изобретённый телефон, Уотсон уволился и занялся собственным бизнесом, занявшись сперва фермерством. Потерпев неудачу в этой области, он основал компанию по производству паровых моторов для небольших судов, а затем преобразовал её в кораблестроительную компанию, в дальнейшем известную как Fore River Shipyard, и этот бизнес оказался весьма успешен.

### Судостроительная компания
Предприятие Ватсона (Fore River Engine Company) уже ставило опыты с постройкой паровых экипажей, и если бы Томас продолжил это занятие, то мог бы стать пионером автомобилестроения. Но он получил заказ военно-морского флота США на два торпедоносца, и с тех пор Томас серьёзно занялся судостроением.
Работа предстояла грандиозная, и за ней пристально наблюдали морские офицеры, которые тщательно измеряли, взвешивали и проверяли каждую деталь. За два корабля было предложено 562.000 долларов, но объёмы производства не оставили никакой надежды на прибыль. Томасу пришлось расширять производство, закупать новые станки и нанимать новых людей. Ему требовалась отдельная железная дорога, чтобы подвозить материалы, и для этого приходилось покупать землю, которая тут же выросла в цене, стоило узнать собственникам о нуждах Уотсона.
После постройки торпедоносцев стало ясно, что в округе нет и не будет заказов для предприятия такого масштаба, и Томасу придется закрывать целые отделы и цеха. Чтобы покрыть убытки от предыдущих заказов, он стал брать новые контракты на постройку кораблей.
В 1902 году компания Ватсона строила дюжину кораблей для флота США, сумма контрактов превышала 20 миллионов долларов. Томас Ватсон гордился тем, что за 25 лет работы на верфи он выплатил 130 миллионов долларов в виде жалованья работникам, вся округа была обеспечена занятостью на много миль вокруг.
Томас Ватсон начал этот бизнес в помещении своего детского сада, имея одного помощника под рукой. Через 22 года оно занимало сотни акров, и в нём было занято более 4 тысяч человек. В 1903 году Томас отошел от руководства и продал свою долю в компании, имея больше убытков, чем доходов. Первая Мировая война обеспечила предприятие ещё более грандиозными заказами, и в 1919 году там трудилось более 20 тысяч человек.

### Актёр театра
Когда ему было 56 лет, Томас решил, по его же словам, «вновь стать мальчиком» — присоединиться к бродячему театру в качестве начинающего актёра. Он обратился в компанию Фрэнка Бенсона (Frank Benson), которая гастролировала по Англии и ставила шекспировские пьесы, и, как ни странно, был принят.
После года гастролей по Англии Томас расстался с труппой Бенсона. Последним его напутствием были слова: «Всегда оставайтесь таким же юным, мистер Ватсон».

### Другие предприятия
Несколько лет он изучал геологию и палеонтологию, занимался поиском полезных ископаемых. Затем обратился к театру, выступал на сцене, инсценировал для собственных постановок романы Чарльза Диккенса. Автобиография Уотсона, под названием «Исследуя жизнь» (англ. Exploring Life), увидела свет в 1926 году.
Внучка Уотсона Мэри Винтерниц стала женой писателя Джона Чивера.